# Tjocka Bertha
Tjocka Bertha (även Tjocka Berta; tyska: Dicke Bertha eller Dicke Berta) var en tysk mörsare med 42 cm kaliber. (Vissa källor klassificerar Tjocka Bertha som mörsare, andra som haubits. Enligt tysk terminologi var den en mörsare.) Den användes endast av tyska armén, första gången under första världskriget och var ett av krigets mest kända och brutala vapen. Den officiella beteckningen var egentligen "L/12 42-cm M-Gerät 14 Kurze Marine-Kanone". Den var nämligen en variant av en kustförsvarskanon som kortats för att bli tillräckligt lätt för att kunna dras av en Daimler-Benz artilleritraktor.

## Historia
"Tjocka Bertha" utvecklades av Kruppkoncernen för den tyska krigsmakten. Dess användningsområde var att bekämpa fästningsanläggningar. Tjocka Bertha hade stora framgångar i början av kriget mot fortet i Liège i augusti 1914. Den användes även mot andra befästningar i Frankrike och Belgien och även på östfronten vid Premiss och Brest-Litovsk. Sista gången de användes var under slaget vid Verdun 1916. Därefter var de i princip utslitna och de skrotades kort därefter. Tjocka Bertha blandas ofta ihop med den tyska kanon som 1918 besköt Paris från mycket långt håll, "Pariskanonen".
Antalet "Tjocka Bertha" som byggdes är osäkert, men troligen rör det sig om 12-14 stycken. Inget exemplar är känt att ha överlevt till nutiden.
Namnet "Tjocka Bertha" kommer möjligen från en av Kruppfamiljens medlemmar: Bertha Krupp von Bohlen und Halbach, hustru till Gustav Krupp von Bohlen und Halbach, koncernens ledare vid tiden för första världskriget. Det kan också komma från det tyska bokstaveringsalfabetet, där B heter just Berta.
Tjocka Bertha påstås ibland även ha använts under andra världskriget, men detta är inte helt korrekt och beror på sammanblandning med en annan mycket stor tysk artilleripjäs, Gamma-Gerät. Denna kan sägas ha varit en föregångare till Tjocka Berta. Diverse reservdelar från olika Gamma-Gerät monterades efter första världskriget ihop av Krupp, och detta exemplar kom sedan till användning under belägringen av Sevastopol 1941-1942.

## Bilder

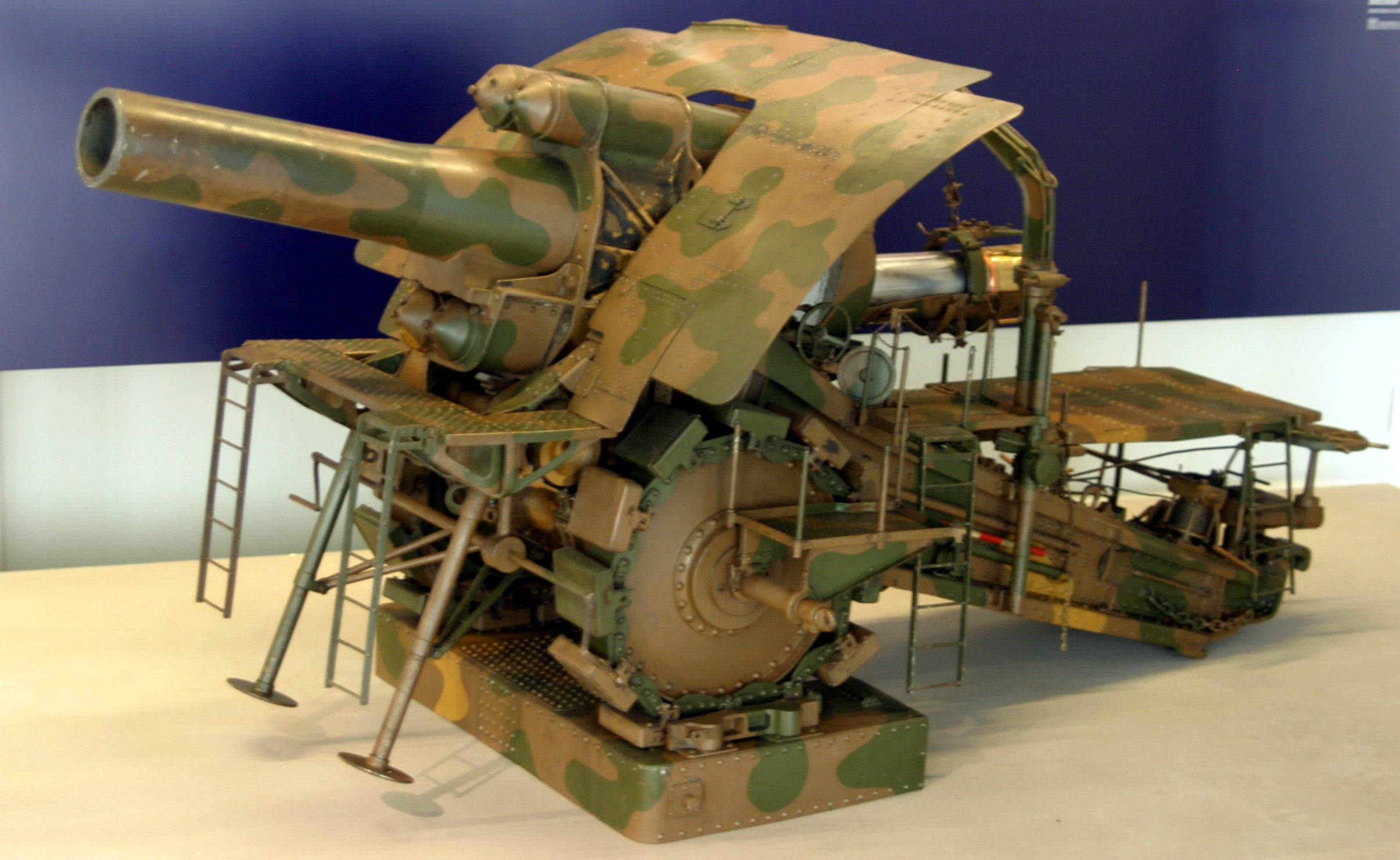
En modell av Tjocka Bertha.
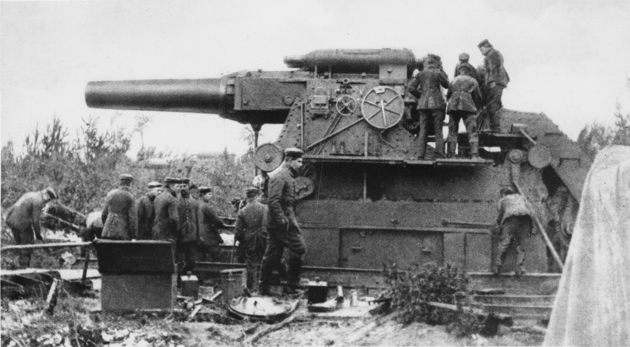
"Gamma-Gerät" - föregångare till Tjocka Bertha.